# Spencer Fullerton Baird
Pour les articles homonymes, voir Baird.
Spencer Fullerton Baird, né le 3 février 1823 à Reading en Pennsylvanie et mort le 19 août 1887 à Woods Hole dans le Massachusetts, est un ornithologue, ichtyologiste et conservateur de musée américain. Il est le premier conservateur nommé à la Smithsonian Institution, où il servit également en tant que secrétaire assistant de 1850 à 1878 puis secrétaire de 1878 à 1887. Il a grandement accru les collections d'histoire naturelle de l'institut, qui passèrent de 6 000 spécimens en 1850 à plus de 2 millions à l'époque de sa mort. Il a écrit plus de 1 000 publications pendant sa vie.

## Biographie
Sa famille, originaire d’Écosse, émigre en Amérique au XVIIe siècle. Son père est Samuel Baird, avocat, et sa mère, Lydia Biddle Baird. Spencer commence très tôt son éducation de naturaliste, apprenant l'observation ornithologique de son frère William puis d'autres comme Jean-Jacques Audubon.
Après le décès du père, la famille s’installe à Carlisle (Pennsylvanie). À partir de 1837, il fait ses études au Dickinson College de Carlisle. En 1838 il organise une expédition ornithologique dans les montagnes de Pennsylvanie et rencontre John James Audubon qui, pour l'aider dans ses études ornithologiques, lui donne une partie de sa propre collection d'oiseaux et lui apprend à dessiner des illustrations scientifiques d'oiseaux.
Après avoir été diplômé en 1840 à Carlisle d’un Bachelor of Arts, il étudie la médecine à New York jusqu’en 1842 puis choisit de retourner à Carlisle. Il obtient son Master of Arts en 1843. Il se lie d’amitié avec George Newbold Lawrence (1806-1895) en 1841, avec John Cassin (1813-1869) en 1843 et Thomas Mayo Brewer (1814-1880) en 1845. Baird devient professeur d'histoire naturelle au collège Dickinson en 1845 et obtient, l’année suivante, également la chaire de chimie et donnant des cours de physiologie et de mathématique. Baird se marie avec Mary Helen Churchill en 1846, union dont naîtra une fille, Lucy Hunter Baird.
En 1848, il reçoit un titre de docteur en médecine honoraire par l’école de médecine de Philadelphie. De 1850 à 1878, il est secrétaire-assistant à la Smithsonian Institution de Washington et, à la mort de Joseph Henry, il en devient le secrétaire. En 1871, il fonde la U.S. Commission of Fish and Fisheries qu'il dirige jusqu'à sa mort. Il reçoit un Doctorat of Sciences honoraire par le Dickinson College en 1856, un Doctorat of Laws honoraire par l’université Columbia en 1875 et un autre Doctorat of Laws honoraire par l’université Harvard en 1886.
Ses centres d'intérêt sont variés et il publie des travaux sur l'iconographie, la géologie, la minéralogie, la botanique, l'anthropologie, la zoologie, et, en particulier, en ornithologie.
Entre 1850 et 1860, il supervise plusieurs expéditions scientifiques gouvernementales à travers les États-Unis et écrit un manuel d'instructions pour les collecteurs (les personnes chargées de recueillir des spécimens de plantes, d'animaux ou de roches).
Il écrit plus de 1 000 articles et ouvrages parmi lesquels : 
- Catalog of North American Reptiles (1853, avec Charles Frédéric Girard) ;
- Birds, in the series of reports of explorations and surveys for a railway route from the Mississippi river to the Pacific ocean (1858) qu'Elliott Coues qualifie de l'une des plus importantes publications ornithologiques jamais publiées marquant une étape considérable dans l'histoire de l'ornithologie américaine ;
- Mammals of North America: Descriptions based on Collections in the Smithsonian Institution (Philadelphie, 1859) ;
- History of North American Birds (Boston, 1875-1884; 3 volumes sur les oiseaux terrestres et 2 volumes sur les oiseaux aquatiques), cosigné avec Thomas Mayo Brewer and Robert Ridgway.

Il signe plusieurs publications avec son frère aîné, William MacFunn Baird (1817-1872).
Il meurt dans le Laboratoire de biologie marine (MBL) de Woods Hole dans le Massachusetts, une institution qu'il a largement contribué à fonder et qui eut un effet considérable sur l'ichtyologie scientifique et économique.
Baird est considéré comme la figure la plus importante de la zoologie des vertébrés du milieu du XIXe siècle aux États-Unis d'Amérique. Outre ses fonctions de chercheur, il joue un grand rôle dans la popularisation de la science. De nombreux scientifiques sont financés par les institutions qu’il préside dont Clinton Hart Merriam (1855-1942), Robert Ridgway (1850-1929), William Healey Dall (1845-1927), George Brown Goode (1851-1896), etc.
Plusieurs espèces d’animaux ont été nommées du nom de Spencer Fullerton Baird :
- la Bérardie de Baird (Berardius bairdii), un cétacé à dents, par Leonhard Hess Stejneger en 1883 ;
- le Bruant de Baird (Ammodramus bairdii), un passereau, décrit par John James Audubon en 1844 ;
- le Bécasseau de Baird (Calidris bairdii), un oiseau, par Elliott Coues en 1861 ;
- le Tapir de Baird (Tapirus bairdii), un mammifère périssodactyle, par Theodore Gill en 1865 ;
- le Tyran de Baird (Myiodynastes bairdii), un passereau.

### Sources
- Kraig Adler (1989). Contributions to the History of Herpetology, Society for the study of amphibians and reptiles : 202 p.  (ISBN 0-916984-19-2)
- Robert Ridgway (1888). Spencer Fullerton Baird, Auk (The), 5, 1 : 2-14.  (ISSN 0004-8038)
- Keir B. Sterling, Richard P. Harmond, George A. Cevasco et Lorne F. Hammond (1997). Biographical dictionary of American and Canadian naturalists and environmentalists, Greenwood Press (Westport) : xix + 937 p.  (ISBN 0-313-23047-1)
- Michael Walters (2003). A Concise History of Ornithology. Yale University Press (New Haven, Connecticut) : 255 p.  (ISBN 0-300-09073-0)